# Classe Kynda
Le unità appartenenti alla classe Kynda (progetto 58 secondo la classificazione russa) sono stati i primi incrociatori lanciamissili costruiti dall'Unione Sovietica e le prime navi in assoluto a montare in modo non sperimentale missili antinave a lungo raggio. Le quattro navi di questa classe, con la loro linea snella e aggressiva e le sovrastrutture piramidali, costituiscono l'archetipo della tecnologia navale delle grandi unità missilistiche sovietiche.
Queste navi entrarono in servizio tra il 1962 e il 1965, e vennero costruite nei cantieri Ždanov, nell'allora Leningrado.
Essi avevano la designazione RKR, ovvero incrociatori missilistici, sebbene originariamente venissero progettati come cacciatorpediniere e fossero poco più grandi delle unità di questa categoria.

## Fine di un'era, inizio di un'altra
Queste navi vennero realizzate a seguito di un drastico cambiamento sia tecnologico sia dottrinale, che, come spesso accadeva in URSS, era dovuto alla leadership politica.
Stalin e il suo entourage avevano programmato di sviluppare la flotta sovietica postbellica attorno a grandi unità cannoniere: gli incrociatori da battaglia della classe Stalingrad e i cosiddetti incrociatori leggeri della classe Sverdlov. Queste erano navi potenti per gli standard anteguerra, ma molto costose e ormai concettualmente superate: nella seconda guerra mondiale la portaerei si era incontrovertibilmente dimostrata il fattore essenziale della potenza navale. La morte di Stalin e l'avvento di Chruščëv cambiarono tutto: le grandi unità cannoniere vennero riconosciute superate e il nuovo premier sovietico cambiò rapidamente indirizzo, ma senza avventurarsi in un massiccio piano di costruzione di portaerei che poneva grandi problemi tecnologici e industriali. Infatti, l'avvento della nuova generazione di missili antinave consentiva di imbarcare su unità al confine caccia/incrociatore (intorno alle 4 000 tonnellate) armi di potenza equivalente, se non superiore, a quella dei maggiori cannoni navali e con una gittata ben superiore, paragonabile (anche se decisamente inferiore) al raggio d'azione dell'aviazione imbarcata. Era quindi possibile costruire molte unità piccole ed economiche, in grado di effettuare attacchi da grandi distanze.
Così la marina sovietica entrò nell'era missilistica, per attaccare le portaerei occidentali senza competere nel loro campo.

## Tecnica
Si trattava di navi con alto bordo libero e potente apparato propulsivo e fu la prima classe sovietica con le strutture piramidali che oggi le sono caratteristiche. 
Da prua a poppa la linea di questi incrociatori presentava
- il lanciatore binato per i missili antiaerei
- la batteria anteriore di quelli antinave
- la plancia, bassa e larga
- l'albero di trinchetto, una grande struttura piramidale con molte apparecchiature elettroniche, tipica del naviglio sovietico
- il primo fumaiolo
- l'albero di maestra, simile a quello di trinchetto ma di maggiori dimensioni
- il secondo fumaiolo
- la batteria posteriore di missili antinave
- le due torri da 76 mm
- il ponte di volo, senza aviorimessa.

Come si vede i due fumaioli, decisamente bassi, non erano ancora integrati con le alberature elettroniche. 
L'apparato propulsivo era costituito da due turboriduttori per complessivi 100 000 hp, sistemati su due assi. La velocità ottenibile, 35 nodi, era adeguata alla forma di guerra d'attacco veloce per cui queste navi erano state progettate.

## Armamento
I classe Kynda furono le prime navi da guerra sovietiche di concezione moderna. Vennero classificati incrociatori, ma in realtà erano solo poco più grandi dei cacciatorpediniere delle classi Krupny e Kildin, rispetto ai quali, tuttavia, avevano una potenza di fuoco molto superiore.
Infatti il loro armamento antinave consisteva in due lanciatori quadrupli per missili SS-N-3 Shaddock a lunga gittata, con otto armi pronte in essi e altre otto per la ricarica, come avveniva per i siluri nei grandi cacciatorpediniere giapponesi della seconda guerra mondiale (e con le stesse difficoltà di riarmo in mare aperto). La gittata della prima versione arrivava a 460 km ed erano disponibili testate termonucleari. Il compito di questi missili era metter sotto minaccia le portaerei occidentali, sparando dalla massima distanza. Un elicottero Kamov Ka-25 poteva essere usato per la designazione dei missili contro bersagli oltre l'orizzonte radar.
Per la difesa antiaerea disponevano di una rampa binata per missili SA-N-1 Goa (con 16 armi) e due torri binate con cannoni da 76 mm di ultima generazione, ma questa dotazione era insufficiente per attaccare autonomamente i gruppi navali nemici. Attorno al 1980, il solo Varjag ricevette anche quattro CIWS ADG-630. 
Per la difesa antisommergibile disponevano di sei tubi di lancio per siluri pesanti (533 mm) e due lanciarazzi RBU-6000.

## Servizio

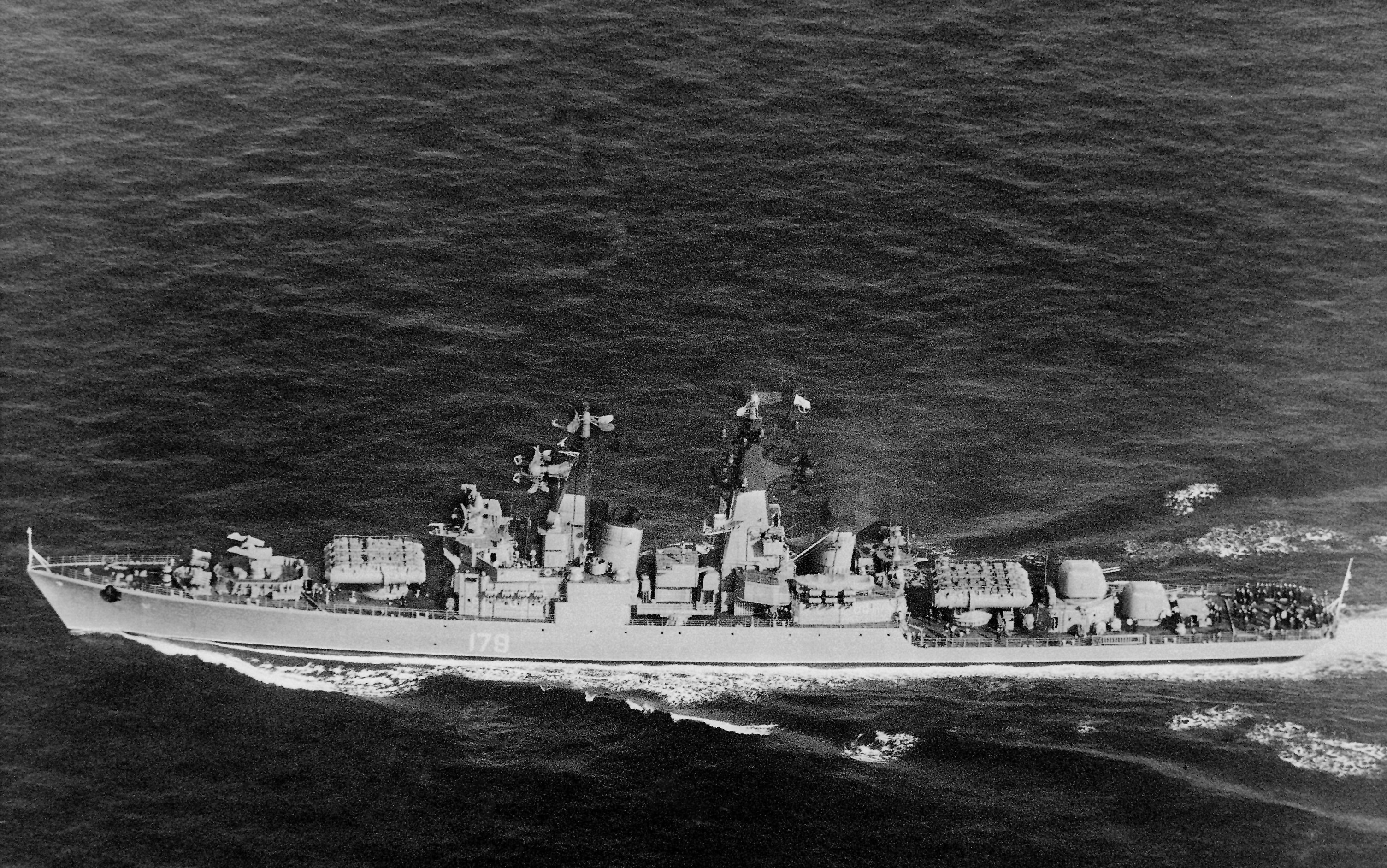
Foto del 1985

I Kynda furono le prime navi in assoluto a montare in modo non sperimentale missili antinave a lungo raggio e furono certamente considerati dei mezzi interessanti, sia dai sovietici sia dalla NATO. È comunque regola generale che la comparsa di una nuova arma (o un importante miglioramento di una esistente) ha effetti realmente importanti sull'equilibrio delle forze solo fino alla inevitabile comparsa delle contromisure.
Costituirono la prima classe di navi missilistiche sovietiche, con molta enfasi nel portare un grande potere di fuoco dissuasivo nei confronti delle flotte occidentali, nel bene (eccellente velocità e potente armamento offensivo) e nel male (scarsa difesa aerea ed eccessivo peso in alto).
Fra le possibili missioni di queste navi:
- attacco in mare aperto ai gruppi navali nemici (il loro compito progettuale), per il quale però non possedevano una sufficiente difesa aerea (con la possibile eccezione del Varjag, dopo aver ricevuto i CIWS)
- difesa di porti e coste amiche (specie non nazionali), con la copertura della locale aviazione
- effetto dissuasivo tallonando in tempo di pace le forze nemiche. In una crisi come quella di Cuba, all'epoca passato prossimo, sarebbe stata una missione ad alto rischio di incidenti e sicuramente suicida se le cose fossero precipitate.

Dopo solo quattro unità, per quanto innovative, potenti e temibili, i sovietici conclusero che i sottomarini erano vettori assai più convenienti per i missili Shaddock rispetto alle navi di superficie e costruirono perciò per questo compito 29 battelli nucleari della classe Echo II e 16 battelli convenzionali della classe Juliett. I prossimi incrociatori, dalla classe Kresta in poi, sarebbero state navi più grandi e flessibili, non dedicate quasi esclusivamente all'attacco antinave.
I Kynda sono rimasti in servizio attivo per circa 25-30 anni, poi il termine della guerra fredda ha decretato la loro fine (essenzialmente contemporanea a quella degli ultimi Sverdlov). È significativo che il Varjag, l'unico ad aver ricevuto i CIWS, fu il primo a essere radiato nel 1990, oltre un anno prima della dissoluzione dell'URSS. Tre sono stati subito demoliti, mentre l'Admiral Golovko sopravvisse altri dieci anni come nave stazionaria.
In dettaglio:
- Groznyj: entrata in servizio nella Flotta del Baltico nel 1962, è stata radiata nel 1991 e demolita nel 1993.
- Admiral Fokin: entrata in servizio nella Flotta del Pacifico nel 1964, è stata radiata nel 1993 e demolita nel 1994.
- Admiral Golovko: entrata in servizio nella Flotta del Mar Nero nel 1964, venne radiata tra il 1991 e il 1993. Rientrò in servizio nel 1995 come ammiraglia della Flotta del Mar Nero, ma il suo era solo un ruolo nominale. Venne posta nuovamente in riserva nel 1997, quando questo ruolo venne trasferito all'incrociatore Kerč. Venne radiata definitivamente nel 2002 e demolita a Inkerman nel 2004[7].
- Varjag: entrata in servizio nella Flotta del Pacifico nel 1965, venne radiata nel 1990 e demolita nel 1994.